# Онтарио блузси
Онтарио блузси су канадски рагби јунион (рагби 15) тим, који представља провинцију Онтарио у првенству Канаде у рагбију.

## Успеси
Шампиони Канаде - 4